# 科哈特克 (亞利桑那州)
科哈特克（英語：Kohatk）是位於美國亞利桑那州皮納爾縣的一個人口普查指定地區。根據2010年美國人口普查，該地共人口27人，而該地的面積約為0.25平方千米。

## 地理
科哈特克的座標為32°34′42″N 112°00′11″W / 32.57833°N 112.00306°W，而該地最高點為海拔高度337米（即1107英尺）。